# 楚文字

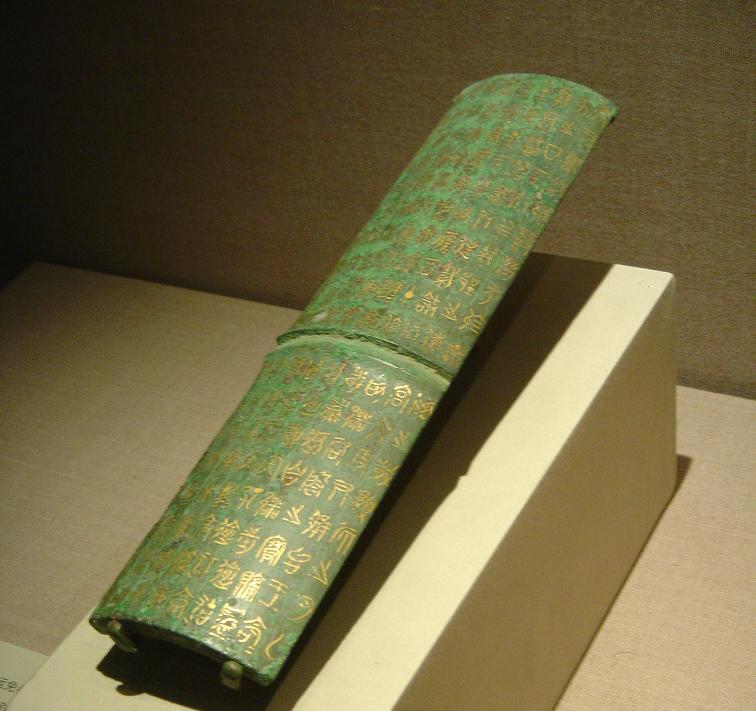
楚文字が刻印された青銅器『鄂君啓金節』(:zh:鄂君啟)

楚文字（そもじ）は、古代中国の楚の文字。中国では秦の始皇帝が中国を支配し、文字統一する以前の上古文字、いわゆる古文に分類される。楚国文字とも呼ばれる。また、多くの文字は簡帛（竹簡・木簡・帛書の3つ全てを指す）に掲載されて発掘されたために「楚系簡帛文字」とも呼ばれ、または「楚系文字」、まれに「楚文」「楚字」とも記載され、英語表記では「Chu Text」「Chu Texts」「Chu script」「Chu  character」などと記載される。

## 概要
六国、すなわち斉・楚・燕・韓・魏・趙の六国文字（他の小国含めて戦国文字とも）の一つで、古代中国の春秋戦国時代に使われ、秦による中国統一に伴う文字統一に伴い、駆逐される形で使用減少し、後に消滅したと推測されている。
1950年代以降、長沙楚墓から「五里牌竹簡」が、江陵望山楚墓から「望山竹簡」が、河南信陽長台関楚墓から「信陽竹簡」が、1973年には馬王堆漢墓から膨大な帛書が、1975年には秦墓から「雲夢睡虎地秦簡」などが次々出土した。これらはそれ以前の篆書から隷書に変化する途中との推測がなされている。正確な解読に困難が大きい。
解読困難な事例として「虎」も字体が虎を想像するには困難なほどに異なっており、さらにここでの虎は一人称で使う「吾」と同じ使い方をしており、字形の変化と、「虎」を一人称の「吾」と同じく使うなど、文字の使用法そのものが違う。ただし、類似した文字も多く、陝西省文物局は現代の「馬」とよく似た馬の楚文字をホームページ上に公開している。
多くの失伝した文章・書物が記載されていると推測され、解読・研究が進められている。